# گروه دازن
گروه دازن (انگلیسی: DAZN Group) شرکت رسانه‌ای بریتانیایی است، که در سال ۲۰۰۷ تأسیس شد.